# إيواو أكياما
إيواو أكياما (باليابانية: 秋山巌) هو مصمم مطبوعات ورسام ياباني، ولد في 21 مارس 1921 في تاكيتا في اليابان، وتوفي في 15 سبتمبر 2014 في ماتسودو في اليابان.